# NGC 55
NGC 55 és una galàxia irregular localitzada en la constel·lació de l'Escultor. Està situada a uns 7 milions d'anys llum de distància en la constel·lació de l'Escultor. Juntament amb el seu veí NGC 300, és una de les galàxies més properes al Grup Local, probablement entre la Via Làctia i el Grup de l'Escultor.

## Galàxies properes i informació grupal.
NGC 55 i la galàxia espiral NGC 300 s'han identificat tradicionalment com a membres del Grup de l'Escultor, un grup proper de galàxies a la constel·lació del mateix nom. No obstant això, els mesuraments de distància recents indiquen que les dues galàxies s'hi troben realment en primer pla.
És probable que NGC 55 i NGC 300 formen un parell unit gravitacionalment.

## Aparença visual

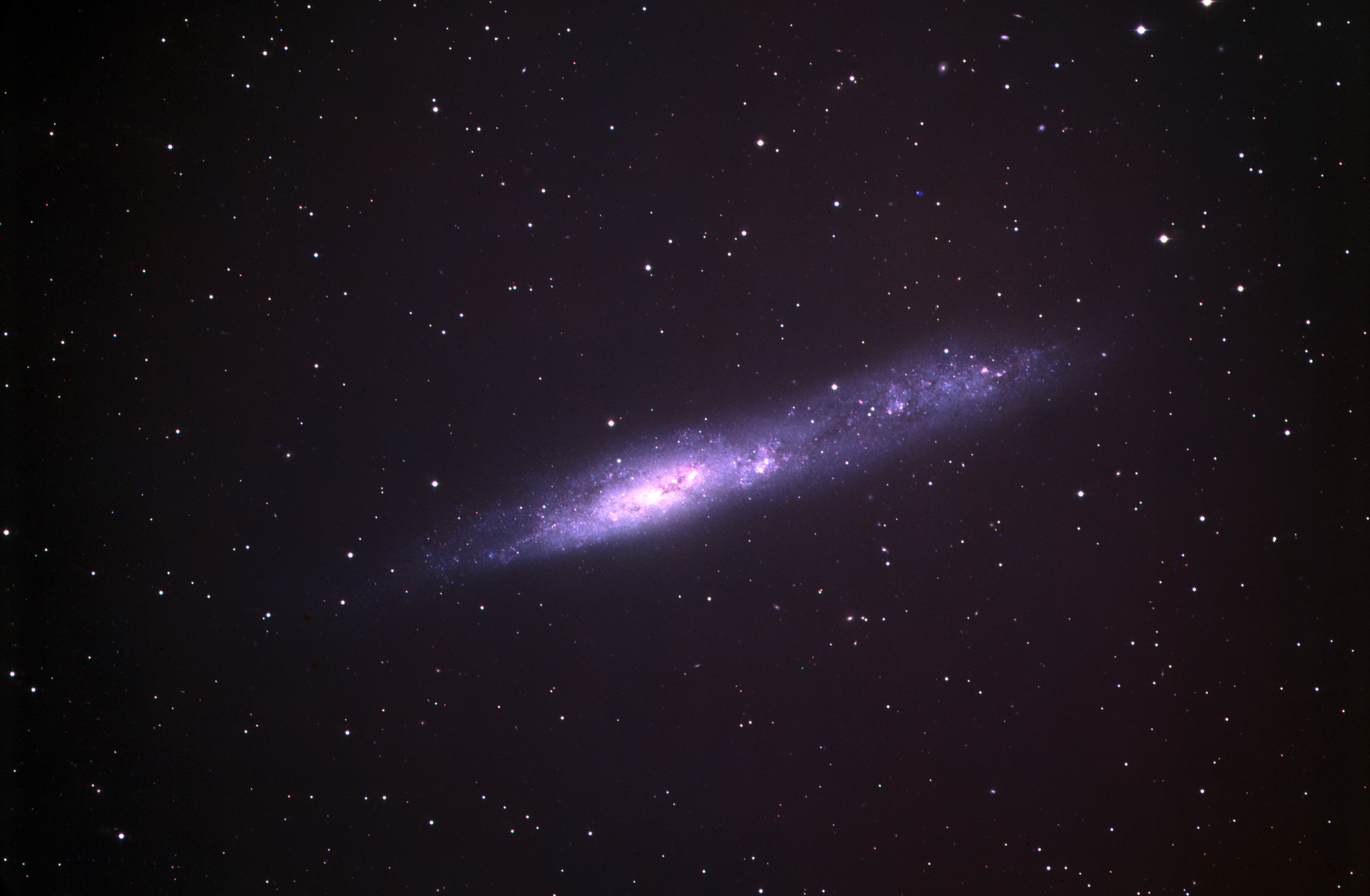
La galàxia irregular NGC 55, presa pel telescopi de 3,6 metres en l'Observatori La Silla d'ESO.

El manual de The Webb Society Deep-Sky Observer escriu el següent sobre NGC 55: "Gairebé de vora sembla asimètrica amb alguns signes de pols prop de la protuberància, que és difusa, ampla i un poc allargada amb la vora sud aguda; al sud-est de la protuberància està fortament corbada i folrada amb 4 ó 5 nusos febles; la vora nord de la corba és nítida". Burnham la descriu com "una de les galàxies més excel·lents dels cels del sud", s'assembla a una versió més petita del Gran Núvol de Magalhães.